# Timna (Iêmem)
Timna (em árabe: تمنة) foi uma cidade do Iêmem, na província de Chabua, que serviu como capital do Reino de Catabã. Compreende uma área de 26 hectares e está a 15 metros acima do aluvial Uádi Baiã circundante. Nos anos 50, foi escavada por uma equipe dos Estados Unidos que revelou o portão ao sul, um templo e a necrópole vizinha de Haide ibne Aquil. No fim dos anos 90 e começo dos anos 2000, escavações ítalo-francesas alcançaram os níveis estratigráficos mais antigos do sítio e forneceram datas radiocarbônicas tão antigas quanto o século VIII a.C. e com ao menos cinco metros de depósito no sítio. Também se descobriu uma fonte monumental construída de calcário branco que foi abastecido por um poço.